# Sigur Rós
Sigur Rós (укр. «Сіґур ро́ус», в перекладі з ісландської — «троянда перемоги») — ісландський музичний гурт, що був сформований у 1994 році в Рейк'явіку. Група складається з Йонсі Бірґіссона (Jón Þór Birgisson), Георга Хольма (Georg Hólm) та Орвара Смарасона (Orri Páll Dýrason). Гурт відомий своєю унікальною музикою, яка поєднує пост-рок, ембієнт та експериментальні звучання.

## Історія

### Створення
Гурт сформували: Йоунсі («Jónsi», Jón Þór Birgisson — вокал, гітара, клавіші, губна гармоніка); Ґеорґ («Goggi», Georg Hólm — бас-гітара, ксилофон); Авґуст Айвар Ґюннарсон (Ágúst Ævar Gunnarsson) — ударні (1994—1999), в серпні 1994 року, в той же день, коли у Йоунсі народилась сестра(Sigurrós Elín), Sigur Rós (ісл. «Троянда перемоги», звідси походить й назва гурту).
|  | Sigur Rós з'явився, коли ми всі зустрілися в школі в Рейк'явіку. Ми вирушили до студії з однією піснею і зрозуміли, що знаходимося на єдиній звуковій хвилі. Нам подобалася одна і та ж музика, і ми вирішили створити цю групу, Sigur Rós, ім'я йде від ... її назвали на честь моєї сестри, яка народилася тоді ж, коли і група, - розповідає Йоунсі у фільмі Popp í Reykjavík (1998), в епізоді, присвяченому групі. |

## Учасники
Теперішні
- Йон Тор Бірґіссон (Jón Þór «Jónsi» Birgisson) — спів, гітара, смичкова гітара, клавішні, губна гармоніка, банджо (з 1994)
- Ґеорґ Гоулм (Georg «Goggi» Hólm) — бас-гітара, дзвіночки (з 1994)
- Оррі Паутль Дірасон (Orri Páll Dýrason) — ударні, клавішні (з 1999)

Колишні
- Авґуст Айвар Ґюннарсон (Ágúst Ævar Gunnarsson) — ударні (1994—1999)
- К'яртан Свейнссон (Kjartan «Kjarri» Sveinsson) — синтезатор, клавішні, фортепіано, програмування, гітара, флейта, вістл, гобой, банджо, бек-вокал — покинув гурт у кінці 2012

## Дискографія

### Студійні альбоми
- Von (1997)
- Ágætis byrjun (1998)
- () (2002)
- Takk…. (2005)
- Með suð í eyrum við spilum endalaust (2008)
- Valtari (2012)
- Kveikur (2013)
- Átta (2023)

### Концертні альбоми
- Inni (2011)

### Сингли та мініальбоми
- Svefn-g-englar (1999)
- Ný batterí (2000)
- Hjartað hamast (2000)
- Viðrar vel til loftárása (2000)
- Olsen olsen (2000)
- Starálfur (2000)
- Flugufrelsarinn (2000)
- Steindór Andersen / Rímur EP (2001)
- Untitled 1 (a.k.a. «Vaka») (2003)
- Untitled 8 (a.k.a. «Popplagið» (2003)
- Ba Ba Ti Ki Di Do (2004)
- Glósóli (2005)
- Hoppípolla (2005)
- Gong (2005)
- Sæglópur (2006)
- Hvarf/Heim (2007)
- Brennisteinn (2013)